# 斯洛文尼亚社会党
斯洛文尼亚社会党是斯洛文尼亚的一个共产主义政党。该党成立于2016年5月25日。该党的意识形态是共产主义、马克思列宁主义、铁托主义、欧洲怀疑主义、泛斯拉夫主义。该党的政治立场是左翼。该党的总书记是Tadej Trček，总秘书是Igor Nemec。该党的总部位于卡姆尼克。